# Caracas
Santiago de León de Caracas cunoscut simplu cu numele de Caracas este capitala și centrul politic, administrativ, comercial, financiar și cultural al Venezuelei. Orașul este situat în nordul țării, la aproximativ 15 km de Marea Caraibilor într-o vale, la o altitudine medie de 900 m. 
Orașul a fost fondat în 1567 de exploratorul spaniol Diego de Losada, sub numele Santiago de León de Caracas.
În anul 2006 avea o populație de 1,9 milioane de locuitori în oraș și 5,5 milioane în zona metropolitană.
Caracas este printre cele mai dezvoltate orașe din America de Sud și un centru economic important în regiune.

## Patrimoniu mondial UNESCO
"Orașul universitar" din Caracas a fost înscris în anul 2000 pe lista patrimoniului mondial UNESCO.